# هيلونغجيانغ
مقاطعة هيلونغجيانغ (بالصينية المبسطة: 黑龙江省; بالصينية التقليدية: 黑龍江省)
تقع في شمال شرق البلاد وعاصمة المقاطعة هاربين. «هيلونغجيانغ» تعني حرفيا نهر التنين الأسود، والذي هو الاسم الصيني ل آمور. واحدة هي اختصار الطابع 黑 (بينيين: هيه). اسم المانشو في المنطقة هو Sahaliyan العلا (حرفيا، «نهر الأسود»)، من أي اسم جزيرة سخالين مشتق.
تحد هيلونغجيانغ مقاطعة جيلين في الجنوب ومنغوليا الداخلية إلى الغرب، بل أيضا على الحدود مع روسيا إلى الشمال.
نهر آمور علامات الحدود بين شعب جمهورية الصين الشعبية وروسيا إلى الشمال. يحتوي هيلونغجيانغ شمال الصين من جهة (في موخه مقاطعة على ضفاف نهر امور) والنقطة الشرقية (عند تقاطع لل آمور وأوسوري الأنهار).

## الرياضة
- آسيا دوري هوكي الجليد

## توأمة
لهيلونغجيانغ اتفاقيات توأمة مع:
- نييغاتا (1981 -)

## أعلام
- غاو سونغ
- بنجامين تشانغ بن
- قو هونج
- لي تشي قوه
- تشانغ هاو